# Махабхарата (телесериал, 2013)
Махабха́рата (хинди महाभारत, англ. Mahabharat) — индийский эпический мифологический телесериал 2013 года, основанный на древнеиндийском эпосе «Махабхарата». Транслировался на телеканале Star Plus с 16 сентября 2013 года по 16 августа 2014 года. В цифровом формате сериал доступен на платформе Disney+ Hotstar.
Телесериал производился компанией Swastik Pictures, в главных ролях снялись Саурабх Радж Джайн (в роли Кришны), Шахир Шейх (в роли Арджуны), Пуджа Шарма (в роли Драупади), Шарма, Ахам (в роли Карны) и Арав Чхоудхари (в роли Бхишмы).

## Сюжет
«Махабхарата» рассказывает об истории престола Хастинапура, царства династии Куру. Кауравы и Пандавы конкурировали за престол. Несмотря на то, что отец Кауравов является старшим из двух братьев, Дурьодхана (старший из Кауравов) моложе Юдхиштхиры (старшего из Пандавов). И тот и тот утверждают, что имеют все права на наследование престола.
Когда Бхишма попросил руку Гандхари для его слепого племянника Дхритараштры, её брат Шакуни пришёл в ярость. Однако позже он согласился, но поклялся себе, что уничтожит клан Куру. Шакуни положил начало битве Курукшетра в подростковом возрасте Кауравов и Пандавов, настраивая Дурьодхану против Пандавов.

### Актёрский состав и персонажи
- Саурабх Радж Джайн[англ.] — Кришна
- Шахир Шейх — Арджуна
- Пуджа Шарма[англ.] — Драупади
- Арав Чхоудхари[англ.] — Бхишма
- Пранит Бхат[англ.] — Шакуни
- Рохит Бхардвадж[англ.] — Юдхиштхира
- Саурав Гурджар[англ.] — Бхима
- Арпит Ранка[англ.] — Дурьодхана
- Вин Рана[англ.] — Накула
- Лаванья Бхардвадж[англ.] — Сахадева
- Нирбхай Вадхва[англ.] — Духшасана
- Паллави Сабхэш[англ.] — Рукмини
- Анкит Мохан[англ.] — Ашваттхама
- Атул Мишра — Вьяса
- Вибха Ананд[англ.] — Субхадра
- Ратан Раджпут[англ.] — Амба
- Ниссар Хан — Дрона
- Сайянтани Гош[англ.] — Сатьявати
- Ануп Сингх Такур[англ.] — Дхритараштра
- Рия Дипси[англ.] — Гандхари
- Шафак Нааз[англ.] — Кунти
- Навин Джингар — Видура
- Канишка Сони[англ.] — Парашви
- Шикха Сингх[англ.] — Шикхандини/Шикханди
- Каран Сачак[англ.] — Дхриштадьюмна
- Парас Арора[англ.] — Абхиманью
- Рича Мукерджи[англ.] — Уттара
- Садеш Берри[англ.] — Друпада

## Дублированные версии
Телесериал дублирован на другие индийские языки, включая бенгальский, малаялам, телугу, тамильский и маратхи. Версия на бенгальском языке транслируется на телеканале STAR Jalsha, версия на малаялам — на Asianet, версия на тамильском — на Star Vijay, версия на маратхи — на Star Pravah.
С 4 июля 2015 года сериал начал транслироваться на российском телевидении на канале «Пятница!», однако вскоре показ прекратился по неизвестным причинам. В 2024 году проходил показ на канале «Суббота!».

## Выпуск и продвижение
Телеканал Star Plus потратил 100 кроров ($16 млн) на проект и ещё 20 кроров ($3,2 млн) на рекламу, что делает телесериал самым дорогим в Индии. Продюсеры сотрудничали с болливудским сценаристом Салимом Ханом, мифологом Девдаттом Пэттэнэйком, костюмером Бхану Атайя, композиторами Аджай-Атулом и Исмаилом Дарбаром, режиссёром Рамом Шетти и художником по декорациям Омангом Кумар.

## Реакция и критика
Ниши Тивари из Rediff отметила: «Если сериал сохранит качество сценария и актёров, удачно воплощающих ключевые персонажи, у нас может появиться очередной успешный проект». В DNA India похвалили костюмы, декорации, музыкальную тему флейты Кришны, созданную Раджом Моханом Синхой, а также большинство спецэффектов CGI, но отметили, что темп сериала был слишком быстрым.
Обозреватель из Hindustan Times была более критична: «Всё настолько преувеличено, что создаётся ощущение, будто смотришь серию нереальных событий, а не следишь за глубоко эмоциональной историей. Даже относительно менее важные моменты поданы с таким чрезмерным драматизмом, что, когда драма действительно необходима в ключевые моменты — такие как обет брамачарьи Бхишмы — весь эффект теряется». Фоновая музыка также подверглась критике за постоянно высокую громкость.
Общественный деятель, писатель, бизнесмен Адриан Крупчанский: «Когда говорят „индийский фильм“, а уж особенно „индийский сериал“, сразу представляются множество танцев и песен, крокодиловых слёз и дешёвых спецэффектов. К счастью, в „Махабхарате“ всего этого нет. А есть действительно качественно снятый сериал с очень интересным сюжетом, хорошо прописанными персонажами и актёрской игрой. Его можно рекомендовать всем, вне зависимости от возраста и социального положения».
Писатель, учредитель премии «На Благо Мира» Александр Усанин отмечает, что создатели сериала — брамины, то есть приверженцы кастовой системы, которая является искажением ведического уклада. «Веды разделяют людей по их качествам (варнам), а не по рождению (кастам), как это представлено режиссёрами фильма в эпизоде про Карну», — говорит Усанин.